# Majdan Kawęczyński
Majdan Kawęczyński (prononciation [ˈmai̯dan kavɛnˈt͡ʂɨɲski]) est un village de la gmina de Piaski du powiat de Świdnik dans la voïvodie de Lublin, situé dans l'est de la Pologne.
Il se situe à environ 8 kilomètres à l'ouest de Piaski (siège de la gmina), 10 kilomètres au sud de Świdnik (siège du powiat) et 18 kilomètres au sud-est de Lublin (capitale de la voïvodie).
Le village comptait approximativement une population de 160 habitants en 2006.

## Histoire
De 1975 à 1998, le village est attaché administrativement à l'ancienne voïvodie de Lublin.

Depuis 1999, il fait partie de la nouvelle voïvodie de Lublin.